# Dušan Dozet
Dušan Dozet, bosansko-hercegovski general, * 12. junij 1922, † 2001.

## Življenjepis
V NOVJ je vstopil leta 1941 in naslednje leto je postal član KPJ. Med vojno je bil politični komisar več enot.
Po vojni je končal Višjo vojaško akademijo JLA in Vojno šolo JLA; pozneje je bil načelnik oddelka Politične uprave JLA, glavni in odgovorni urednik Narodne armije, pomočnik poveljnika za MPV korpusa, načelnik Politične šole, načelnik Katedre strategije na VVA JLA,...

## Odlikovanja
- Red zaslug za ljudstvo
- Red bratstva in enotnosti